# Muránska Lehota
Muránska Lehota (bis 1927 slowakisch „Muráňska Lehota“; ungarisch Murányszabadi – bis 1907 Muránylehota) ist eine Gemeinde in der südlichen Mittelslowakei mit 199 Einwohnern (Stand 31. Dezember 2024), die zum Okres Revúca, einem Kreis des Banskobystrický kraj, gehört und in der traditionellen Landschaft Gemer liegt.

## Geographie

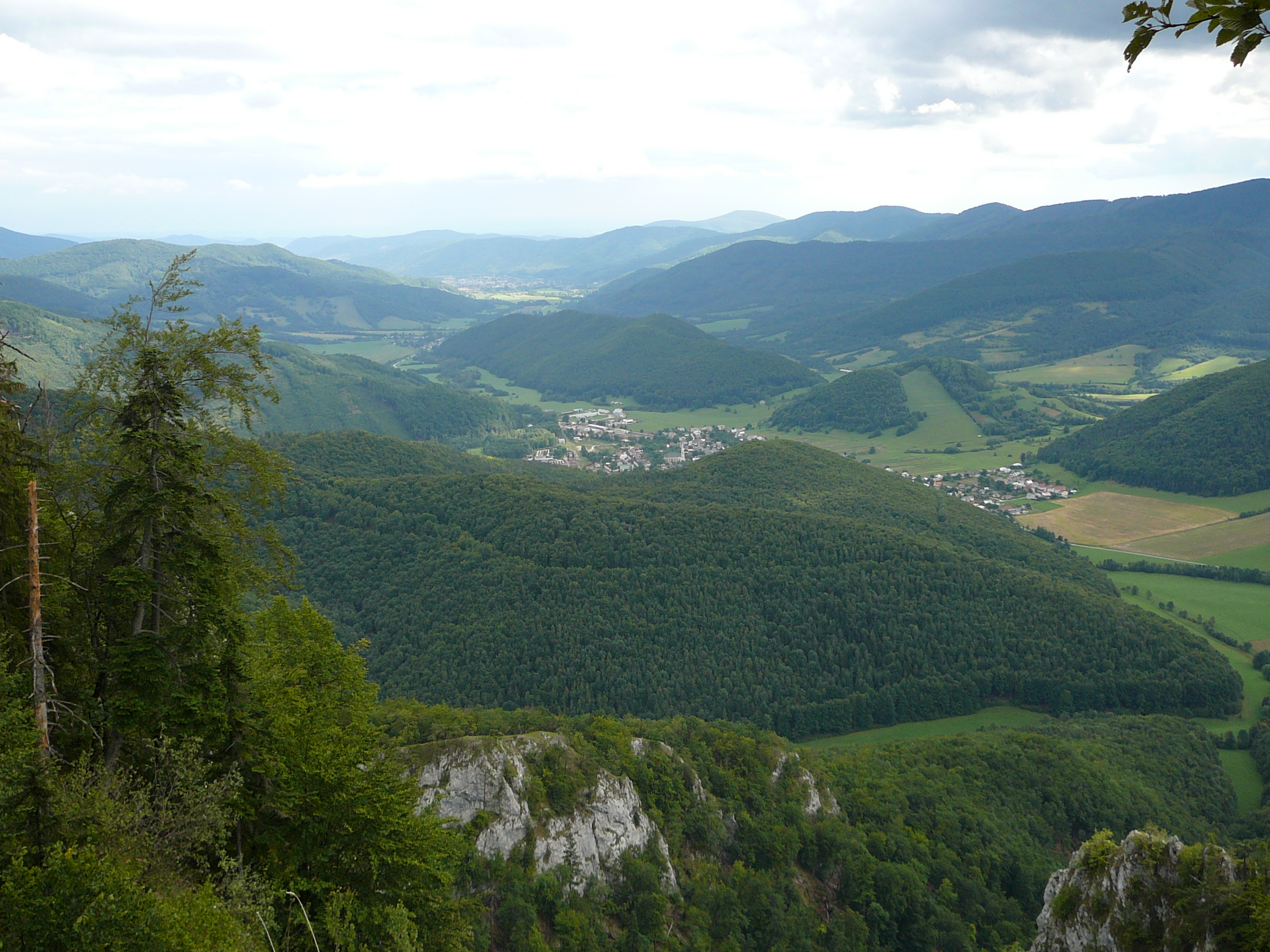
Blick auf Muránska Lehota

Die Gemeinde befindet sich im Gebirge Stolické vrchy im Slowakischen Erzgebirge, am Bach Lehotský potok, einem rechten Nebenfluss von Muráň im Einzugsgebiet der Slaná. Das Ortszentrum liegt auf einer Höhe von 345 m n.m. und ist 12 Kilometer von Revúca entfernt.
Nachbargemeinden sind Muráň im Westen, Norden und Osten, Muránska Dlhá Lúka im Südosten und Ratkovské Bystré im Süden.

## Geschichte
Muránska Lehota wurde um die Mitte des 15. Jahrhunderts nach walachischem Recht gegründet und zum ersten Mal 1453 als Lehota schriftlich erwähnt, weitere historische Bezeichnungen sind unter anderen Lehota Maior (1551), Murany Lehota (1672) und Muranska Lehota (1773). Das Dorf lag zuerst im Herrschaftsgebiet von Eltsch, im 16. Jahrhundert wurde es zum Bestandteil der Herrschaft der Burg Muráň. 1553 gab es sechs Porta, die Einwohner waren vorwiegend Hirten. Der Ort musste im 16. und 17. Jahrhundert wegen der Türkenkriege und Standesaufständen viel leiden. Einer Pestepidemie im Jahr 1710 fielen 137 Einwohner zum Opfer. 1773 wohnten hier 16 leibeigene Bauern- und 15 Untermieterfamilien, 1828 zählte man 43 Häuser und 481 Einwohner, die als Köhler, Schindler und Arbeiter in umliegenden Hammerwerken beschäftigt waren.
Bis 1918 gehörte der im Komitat Gemer und Kleinhont liegende Ort zum Königreich Ungarn und kam danach zur Tschechoslowakei beziehungsweise heute Slowakei. In der ersten tschechoslowakischen Republik waren sie als Waldarbeiter, Korbmacher, Weber und Schmiede tätig.

## Bevölkerung
| Jahr                | 1994 | 2004    | 2014     | 2024   |
| ------------------- | ---- | ------- | -------- | ------ |
| Anzahl der Personen | 239  | 234     | 200      | 199    |
| Unterschied         |      | −2,09 % | −14,52 % | −0,5 % |

| Jahr                | 2023 | 2024    |
| ------------------- | ---- | ------- |
| Anzahl der Personen | 202  | 199     |
| Unterschied         |      | −1,48 % |

Nach der Volkszählung 2011 wohnten in Muránska Lehota 205 Einwohner, davon 186 Slowaken, drei Magyaren und ein Tscheche. 15 Einwohner machten keine Angabe zur Ethnie.
156 Einwohner bekannten sich zur römisch-katholischen Kirche, neun Einwohner zur Evangelischen Kirche A. B., drei Einwohner zur griechisch-katholischen Kirche, ein Einwohner zur evangelisch-methodistischen Kirche. 21 Einwohner waren konfessionslos und bei 15 Einwohnern wurde die Konfession nicht ermittelt.

## Bauwerke und Denkmäler
- römisch-katholische Kirche Mariä Geburt im klassizistischen Stil aus dem Jahr 1826[6]
- Denkmal an die Gefallenen im Ersten Weltkrieg aus dem Jahr 1918